# Lacs Les Laussets
Les lacs Les Laussets constituent un ensemble de trois lacs situés dans la vallée de la Tinée (Alpes-Maritimes), à une altitude de 2400 m.
Il est à noter qu'un chapelet d'autres lacs se situent dans la proximité immédiate des lacs Les Laussets : les lacs de Morgon.

## Itinéraires
Sur la route du Col de la Bonette, versant Saint-Étienne-de-Tinée, plusieurs itinéraires sont possibles.

### À partir du hameau du Pra
Depuis le hameau du Pra, grimper le long du sentier qui s'élève dans la pente en adret, et rejoindre le petit plateau de Morgon.
Quitter alors l'itinéraire balisé conduisant à la maison forestière de Tortisse, pour remonter le vallon de Morgon, en passant auprès d'une cabane pastorale, puis au travers d'un champ d'éboulis.
Gravir l'échine rocheuse à main gauche, pour trouver un vallon secondaire. Dans ce dernier coule l'émissaire qu'il suffit de suivre pour atteindre les lacs Les Laussets.

### À partir du Camp des Fourches
Démarrer depuis le Camp des Fourches, et rejoindre le Col des Fourches.
Suivre le GR 5 en descendant dans le ravin de Cougnas. Quitter le GR à la balise 37 (2100 m), traverser un ravin, et suivre à main droite le sentier légèrement tracé, en remontant le vallon de la Cabane, en rive droite le long du torrent de Salso Moreno.
S'engager sur la droite dans un petit défilé rocheux, puis accéder au Grand lac Morgon.
De là, prendre la direction ouest pour atteindre les lacs Les Laussets, nichés au pied de la crête des Terres Rouges.

## Étymologie
Le terme lausset désigne littéralement un petit lac.